# 개구리 (희극)
《개구리》(고대 그리스어: Βάτραχοι)는 아리스토파네스의 희극으로, 기원전 405년 처음 공연했다.
아리스토파네스가 특히 관심을 가지고 희극의 제재로 하고 있는 것은 문화나 교육과 같은 영역에서 신구 세대 사이의 격차 또는 대립에 관한 문제이다. <구름>에서는 신교육의 공죄가 풍자 대상이 되고 있으나 <개구리>에서는 아테네의 초기 민주정치의 챔피언인 비극작가 아이스킬로스와 전통적 예술에 혁신 기풍을 도입한 에우리피데스와의 솜씨 겨루기가 테마로 되어 있다. 이것은 표면을 희극으로 위장하여 심각한 문예비평을 숨기고 있으며 더욱이 연극과 사회와의 상관관계를 예리하게 찌르고 있는 점에 특히 주목할 만하다.

## 참고 문헌
- 이 문서에는 다음커뮤니케이션(현 카카오)에서 GFDL 또는 CC-SA 라이선스로 배포한 글로벌 세계대백과사전의 내용을 기초로 작성된 글이 포함되어 있습니다.